# Lojas Pirani
As Lojas Pirani foi uma rede varejista de eletrodomésticos que foi inaugurada em meados dos anos 50, foi uma das lojas mais importantes de varejo do país e principalmente em São Paulo até seu trágico incêndio em 1972. De suas várias sedes a mais especial era a sua loja localizada na Av. São João, no Edifício Andraus que "virou" cartão-postal por ser uma das primeiras lojas varejistas a ter escadas-rolantes e a deixar tirar fotos com instrumentos por exemplo como recordação, mas logo após o incidente do incêndio da sua sede na região da República, a empresa passou por processo judicial de indenização as vítimas e feridos levando então a ter sua falência decretada pouco tempo depois.

## Incêndio
Seu prédio o Edifício Andraus ainda é localizado nas esquinas da Avenida São João com a Rua Pedro Américo na região da República no Centro de São Paulo Capital, funcionava desde o térreo até o 5º andar do prédio, mas em 24 de Fevereiro de 1972 por volta das 16h da Tarde ocorreu um incêndio no Edifício, onde lá também funcionavam nos outros 29 andares sedes de escritórios, alguns de marcas famosas como Henkel, Petrobrás, Siemens e a Companhia Adriática de Seguros. Morreram 16 pessoas e mais de 300 ficaram feridas, neste incêndio entre os mortos estão os dois executivos da Henkel: Paul Jürgen Pondorf (Presidente da Empresa) e Ottmar Flick.
Foi constatado mais tarde que foi a partir do segundo pavimento que se originou o incêndio, mais exatamente na marquise luminosa (luminoso de propaganda) da loja e isto foi consequência da negligência técnica da Administração do Edifício e da Loja por ignorarem as cartas de advertência da companhia de luz da cidade avisando sobre os perigos do excesso de carga elétrica, e isto causou a sobrecarga no sistema elétrico do prédio. Em menos de 15 minutos o fogo alcançava o 6º andar do prédio além do térreo alcançando cinco prédios vizinhos ao afetado pelo incêndio.

## Fim
Ficou decidido em processo Judicial que os responsáveis das Lojas Pirani deveriam pagar indenizações as famílias das vítimas e os feridos do incêndio causado pela marquise luminosa, com os inúmeros pedidos de indenização para pagarem pouco tempo depois a rede anunciou a sua falência pública. O prédio passou por restauração e perícia pois restou apenas o esqueleto do prédio após o incêndio, sendo reconstruído pelos próximos quatro anos e reinaugurado em 1976, com novos proprietários. Atualmente no local ele abriga uma parte da Secretaria Municipal de Finanças de São Paulo. Não se tem notícias sobre o estado atual da marca ou de seu dono mas a marca ainda passa por processo de recuperação judicial, seu último status de andamento foi em Janeiro de 2018, e pode ser consultada no site jusbrasil.com.br